# Persoonlijk voornaamwoord
Een persoonlijk voornaamwoord (Latijn: pronomen personale) is een woord dat in de plaats komt van een zelfstandig naamwoord of een eigennaam waarmee een persoon of zaak wordt aangeduid.
Onderscheiden worden (met voorbeeld in het Nederlands):
| Persoon        | Enkelvoud                                                             | Meervoud                                                                             |
| -------------- | --------------------------------------------------------------------- | ------------------------------------------------------------------------------------ |
| Eerste persoon | De spreker zelf (ik)                                                  | De spreker en de groep waartoe de spreker behoort (wij)                              |
| Tweede persoon | De aangesprokene (jij, u of gij)                                      | De aangesprokenen of de aangesprokene en de groep waartoe deze behoort (jullie of u) |
| Derde persoon  | Degene over wie of hetgeen waarover gesproken wordt (hij, zij of het) | Degenen over wie gesproken wordt (zij)                                               |

De meervoudsvormen zijn vaak geen nauwkeurige meervouden en er zijn dan ook talen die voor de verschillende functies van het meervoud verschillende woorden hebben.
1. Als wij een meervoud is van ik, dan betekent dat dat meerdere personen in koor spreken. In de praktijk is er meestal maar een spreker. Het woord kan betekenen: de spreker en zijn vriend(en) (“Tot ziens, wij gaan op reis”) maar ook de spreker en de aangesprokene(n) (“Schiet op, wij gaan op reis”). Er zijn talen die daarvoor verschillende persoonlijke voornaamwoorden hebben.
2. Jullie kan betekenen: de gezamenlijke aangesprokenen, maar ook de aangesprokene en zijn (afwezige) vriend(en).
3. Ook de meervoudsvorm zij is niet altijd een nauwkeurig meervoud. Schrijft men “Zij zeiden...”, dan betekent dat “Een van hen zei... en de anderen waren het daarmee eens.”

## Weglaatbaarheid
In sommige talen kan het persoonlijk voornaamwoord in de functie van onderwerp worden weggelaten, omdat de persoonsvorm al voldoende informatie geeft. Deze talen worden pro-droptalen genoemd, van het Engelse pronoun (voornaamwoord) en dropping (laten vallen, weglaten). In bijvoorbeeld de Latijnse zin Cogito ergo sum (ik denk dus ik ben, een citaat van René Descartes) ontbreken persoonlijke voornaamwoorden en ook in het Spaans worden ze meestal weggelaten. Daar zegt men doorgaans bailo ("ik dans") in plaats van yo bailo. Zegt men yo bailo dan valt de klemtoon op de persoon (ik).

## Genderneutrale persoonlijke voornaamwoorden
In veel talen is het persoonlijk voornaamwoord afhankelijk van het geslacht of genus. In West-Germaanse talen geldt dat alleen voor de derde persoon enkelvoud (hij of zij). In het Frans is ook de derde persoon meervoud afhankelijk van het geslacht (ils of elles) en in het Spaans geldt dat zelfs voor alle meervoudsvormen. Deze talen gebruiken het mannelijke meervoud voor een gemengd gezelschap.
Voor de derde persoon enkelvoud (hij/zij) zijn er in verschillende talen ook genderneutrale alternatieven. Zo heeft het Engels de singular they en het 'Spivak pronoun' e, genoemd naar Michael Spivak, en het Zweeds hen.
achterzetsel · bijwoord · ideofoon · lidwoord · naamwoord (bijvoeglijk · eigennaam · zelfstandig) · telwoord (hoofdtelwoord · rangtelwoord · telbijwoord) · tussenwerpsel · voegwoord · voornaamwoord (aanwijzend · betrekkelijk · bezittelijk · onbepaald · persoonlijk · temporeel · uitroepend · vragend · wederkerend · wederkerig) · voorzetsel · werkwoord